# クリヴァク3型国境警備艦
| クリヴァク3型国境警備艦                | クリヴァク3型国境警備艦                          | クリヴァク3型国境警備艦 |
| -------------------------------------- | ------------------------------------------------ | ----------------------- |
| 1985年8月1日に撮影されたメンジンスキー |                                                  |                         |
| 運用者                                 | ロシア国境軍                                     | ロシア国境軍            |
| 運用者                                 | ウクライナ海軍                                   |                         |
| 性能要目                               |                                                  |                         |
| 艦種                                   | 国境警備艦                                       | 国境警備艦              |
| 工場番号                               | 201 - 209                                        | 201 - 209               |
| 排水量                                 | 3,700 t                                          | 3,700 t                 |
| 全長                                   | 123.0 m                                          | 123.0 m                 |
| 全幅                                   | 14.0 m                                           | 14.0 m                  |
| 喫水                                   | 4.7 m                                            | 4.7 m                   |
| 機関                                   | COGAG方式, 2軸推進                               | COGAG方式, 2軸推進      |
| 機関                                   | ガスタービン×2基（計20,000 shp）                 |                         |
| 機関                                   | ガスタービン×2基（計6,000 shp）                  |                         |
| 速力                                   | 32 kn                                            | 32 kn                   |
| 航続距離                               | 3,900 海里/14 kn                                 | 3,900 海里/14 kn        |
| 乗員                                   | 198 名                                           | 198 名                  |
| 武装                                   | 100 mm単装両用砲AK-100                           | 1基                     |
| 武装                                   | 30 mm6砲身機関砲AK-630M                          | 2基                     |
| 武装                                   | ZIF-122「オサーMA2」艦対空ミサイル連装発射機     | 1基                     |
| 武装                                   | 9M33M短距離艦対空ミサイル                        | 20発                    |
| 武装                                   | 533 mm4連装魚雷発射管 UTA-53-1135                | 2基                     |
| 武装                                   | SET65または53-65K魚雷                            | 8発                     |
| 武装                                   | 12連装ロケット爆雷発射機 RBU-6000「スメールチ2」 | 2基                     |
| 武装                                   | RGB-60対潜ロケット弾                             | 96発                    |
| 電子装備                               | 各種レーダー、ソナー                             | 各種レーダー、ソナー    |
| 搭載機                                 | Ka-27PS                                          | 1 機                    |

クリヴァク3型国境警備艦（クリヴァク3かたこっきようけいびかん）は、ソ連国家保安委員会（KGB）の国境警備艦である。クリヴァク型フリゲートをKGBの要求に基づき改正した艦級であるため、クリヴァク3型フリゲート（Krivak-3 class Frigate）としてフリゲートと同一視されることも多く、ウクライナ海軍所属のヘーチマン・サハイダーチヌイは、フリゲートとして扱われている。
クリヴァク型はNATOコードネームであり、ソ連の計画名は1135.1型国境警備艦（ネレーイ）（Пограничные сторожевые корабли проекта 1135.1 «Нерей»）である。

## 概要

### 計画
1970年代末、200海里排他的経済水域の設定によりソ連では極東北方海域を厳重に管理する必要性が生じていた。これに関連してソ連国家保安委員会（KGB）から出された要求に対し、セーヴェルノエ計画設計局では海軍向けに建造していたクリヴァク型フリゲートをもとに技術計画をまとめた。設計作業は、はじめN・P・ソーボレフを中心に行われ、1980年からの完成作業ではA・K・シュヌィロフが中心となった。
この結果生まれた国境警備艦は、11351号計画「ネレーイ」のコードネームで呼ばれた。「ネレーイ」型は、従来の如何なる警備艇よりも強力且つ高性能の設備を有した大型艇であった。その武装は、対艦ミサイルを除いてはアメリカ海軍の第一線級フリゲートにも匹敵するほどであり、それゆえ「世界最強の国境警備艦」の名をほしいままにした。
ソ連海軍でも採用の動きがあったが、海軍の警備艦として使用するには対艦ミサイルや対潜ミサイルの追加が必要で、その割には船体はやや小型に過ぎた。結局、11351号計画型の海軍向け派生型の開発は取りやめられ、新規にネウストラシムイ級フリゲートを建造することになった。

### 建造と配備
「ネレーイ」型は、全艦がウクライナ・ソヴィエト社会主義共和国のケルチにあったB・Ye・ブートマ記念ザリーフ造船所で建造された。最初の艦となるメンジンスキーは、1980年1月24日付けでKGB海上国境警備隊への配属が決定された。メンジンスキーは、翌1981年8月14日に第201工場で起工、1983年12月29日に竣工した。これ以降、1990年までに7 隻の「ネレーイ」型が建造された。
完成した艦は、毎年セヴァストーポリからアフリカ大陸沿岸を一周してソ連の極東岸を目指した。最終的にこれらの艦艇はナホトカとペトロパヴロフスク＝カムチャツキーに集結した。配備に就いた「ネレーイ」型は、国境や200海里排他的経済水域の警備をその任務とし、場合によっては国境を侵した潜水艦の撃滅や航行船舶の護衛、上陸部隊の安全の確保を行うものとされた。特に、日本海やクリル諸島における漁船の違法操業の取締りが目下の主要任務となった。

### ウクライナの独立
ザリーフ造船所では、1990年までに竣工した7 隻の他にさらに2 隻の建造が続けられていた。しかし、造船所のあったウクライナが1991年8月24日に独立、ソ連は崩壊してこの2 隻の運命は大きく変わった。
第208工場で建造中であったキーロフは一時的にラーツィスと改称され、独立ウクライナの所有物となった。この艦は1993年に同国海軍のフリゲートとして竣工し、同国の歴史上の偉人になぞらえてヘーチマン・サハイダーチヌイと名付けられた。一方、第209工場で建造中であった9番艦クラースヌィイ・ヴィーンペルは工事の進捗度が低く、このため保管状態に留められた。ウクライナでは、十分な能力を持ち尚且つ経済的な小型のコルベットの建造を優先し、ヘーチマン・サハイダーチヌイを除くフリゲートはみな実質的な保管状態に置かれた。クラースヌィイ・ヴィーンペルはヘーチマン・ヴィシュネヴェーツィクィイという新しい名称をもらったものの、結局完成には至らなかった。売却も試みられたが、成功しなかった。

### 現況
ソ連崩壊後、ナホトカにあった「ネレーイ」型各艦は、他の艦艇ともにロシア連邦の海上国境警備隊に引き継がれた。配置は従来の形態が受け継がれ、ペトロパヴロフスク＝カムチャツキーのMPCh第1分艦隊とナホトカの第16国境警備艦戦隊に配備された。連邦保安庁の所属となったことから、艦体舷側には国旗を表す3色のストライプが描き込まれ、ヘリコプター格納庫横には連邦保安庁のエンブレムが付けられた。しかし、国の経済の悪化からその活動はあまり積極なものとはなり得ず、次々に保管状態に入った。2000年には最初のメンジンスキーが退役し、その後さらに3 隻が退役した。
ロシアでは2007年現在3 隻の艦籍が残されているが、このうちジェルジンスキーは予備役となっており、現在も稼動しているのはヴォロフスキーとオリョールの2 隻のみとなっている。これらはカムチャツカ半島周辺、特にクリル諸島北部で活動しており、日本などからの密漁船の取締に当たっている。しかし、これらの寿命もそう長いとは考えられておらず、ロシアから「ネレーイ」型が姿を消す日も遠くはないと見られている。
一方、ウクライナで唯一のフリゲートとなったヘーチマン・サハイダーチヌイは、海軍国を自認する同国の象徴的存在としてヴィクトル・ユシチェンコ大統領の訪問を受けるなど格別の扱いを受けている。定期的に修繕が行われており、2022年には修繕中にロシアのウクライナ侵攻が発生した為、ロシア軍による鹵獲を防ぐ為に自沈させた。
また、北朝鮮が2000年代初頭にスクラップ状態のプスコーフを入手しており、修繕作業を経たうえで朝鮮人民軍海軍への編入を計画していた。しかし、北朝鮮の造船技術が修繕に必要な水準に達していなかったこと、艤装撤去時に生じた船体への損傷が修復不能な状態であったこともあり、2006年から2008年初頭にかけて解体された。

### 構造
「ネレーイ」型の艦体は、主要構造や設備、動力機関に関しては「ブレヴェースニク」型と同様とされた。引き続き採用されたガスタービン動力のエンジンは、本格的な海軍艦艇としても一流の30 kn以上の速力と、速力14 knにおける4000 浬の航続力とを保障していた。また、外部からの補給なしに30日間行動を続けることが可能であるとされた。
一方、武装をはじめとする各装備には大きな変更が加えられた。「ブレヴェースニク」型の主兵装であった対潜水艦誘導ロケット砲URK-5「ラストループB」(一般に「メテーリ」に含まれる)は装備から外され、搭載する対潜水艦兵装はロケット弾発射機RBU-6000「スメールチ2」と4連装魚雷発射管UTA-53-1135のみとなった。「メテーリ」を撤去したことから、それまで艦尾区画に搭載していた主砲を艦首部分に移設することができるようになり、RBU-6000前方の「メテーリ」設置箇所跡に100 mm単装両用砲AK-100が1 基搭載された。砲を前部に移設したことから艦尾区画の重量が軽減され、これによって飛行甲板の設置が可能となった。その前方には、捜索救難型ヘリコプターKa-27PSのための格納庫も設置された。格納庫の設置に伴い、艦体後部に搭載されていた ZIF-122「オサーM」短射程艦対空ミサイル・コンプレックスは廃止され、艦首部分の1 基のみが残された。そのかわり、艦尾の張り出し箇所に2 基の30 mm6砲身機関砲AK-630M（近接防禦火器システム）が設置され、艦の防空能力を補った。
「ネレーイ」型は、最大限の能力を発揮するため建造当時としては最新の電子装備を搭載していた。対空捜索レーダーとして当時最新型の3次元レーダーであるMR-760「フレガートMA」（但し、1・2番艦では1135/M型と同じ従来型のMR-310U「アンガラー」）、火器管制レーダーとしてMR-212/201「ヴァイガーチU」、「ヴォールガ」、「キヴァーチ」、「ナイヤーダ」、対空火器管制用のMPZ-301「バーザ」、主砲管制用のMR-114「バールス」、近接防禦火器システム用のMR-123「ヴィーンペル」、電子戦装備としてMP-401S「スタールトS」、PK-16を搭載した。水中音響探知システムとしては、新しいMGK-335S「プラーチナS」と可変追跡装置MGK-345「ブローンザ」、水中通信システムMG-26およびMGS-407Kが搭載された。この他、航法機械、各種データー処理機器及び指揮・通信設備を搭載していた。これら主要装備は、前級1135M型より格段に能力が向上していた。また、「ネレーイ」型は10年に亙って建造が続けられたため、その間の技術的進歩により艦によって搭載する電子装備は異なっていた。これらの技術は、1135型を近代化改修した11352型や11353型にも生かされた。

### 評価
艦載機用格納庫の増設などにより排水量は300 t増しとなったが、こうした設計変更により「ネレーイ」型は国境警備艦としては万能と呼ぶに相応しいバランスの取れた特徴を有するに至った。そして、「ネレーイ」型の成功はそれまで各任務を専用艦艇によって賄わせてきたソ連海軍にも変化を齎す（もたらす）ことになった。1980年代、ソ連では「ネレーイ」型に続くフリゲートクラスの次級として「万能艦」を計画した。11540号「ヤーストレプ」の計画名で呼ばれたこの艦は、しかし、「ネレーイ」型から受け継いだ優れた能力を秘めていたにも拘らず、ソ連の崩壊と継承国ロシアの経済的崩壊により不遇を託つことになった。一方、「ネレーイ」型をもとにステルス性能を持たせた新型警備艦11356型が開発され、インドへ輸出されている。

## 同型艦
|   | 竣工時の艦名                                                        | 番号 | 起工        | 竣工        | 改称後の艦名                                                          | 所属 | 除籍    | 備考                               |
| - | ------------------------------------------------------------------- | ---- | ----------- | ----------- | --------------------------------------------------------------------- | ---- | ------- | ---------------------------------- |
| 1 | メンジンスキー Менжинский                                           | 201  | 1981/ 08/14 | 1983/ 12/29 | -                                                                     | FSB  | 2000/   | -                                  |
| 2 | ジェルジンスキー Дзержинский                                        | 202  | 1983/ 01/20 | 1984/ 12/29 | -                                                                     | FSB  | -       | 予備役                             |
| 3 | イーメニ27スエーズダKPSS Имени 27 съезда КПСС                       | 203  | 1984/ 09/26 | 1986/ 09/30 | オリョール Орел                                                       | FSB  | -       | -                                  |
| 4 | イーメニ70レーチヤBChK-KGB Имени 70-летия ВЧК-КГБ                   | 204  | 1986/       | 1987/ 12/30 | プスコーフ Псков                                                      | FSB  | 2003/ - | 北朝鮮に曳航後、2008年初頭に解体。 |
| 5 | イーメニ70レーチヤ・ポグランヴォーイスク Имени 70-летия погранвойск | 205  | 1987/ 04/02 | 1988/ 12/30 | アナードィリ Анадырь                                                  | FSB  | 2003/   | -                                  |
| 6 | ケードロフ Кедров                                                   | 206  | 1988/ 04/04 | 1989/ 12/28 | -                                                                     | FSB  | 2003/   | -                                  |
| 7 | ヴォロフスキー Воровский                                            | 207  | 1989/ 05/15 | 1990/ 12/29 | -                                                                     | FSB  | -       | -                                  |
| 8 | キーロフ Киров                                                      | 208  | 1990/ 10/05 | 1993/ 07/11 | U130 ヘーチマン・サハイダーチヌイ U130 Гетьман Сагайдачний            | VMSU | -       | ウクライナ軍によって自沈。         |
| 9 | クラースヌィイ・ヴィーンペル Красный винпел                         | 209  | -           | -           | U131 ヘーチマン・ヴィシュネヴェーツィクィイ U131 Гетьман Вишневецький | VMSU | 1996/   | -                                  |